# Ев'ян-ле-Бен
Ев'ян-ле-Бен (фр. Évian-les-Bains) — муніципалітет у Франції, у регіоні Овернь-Рона-Альпи, департамент Верхня Савоя. Населення — 9214 осіб (01.01.2021).
Муніципалітет розташований на відстані близько 420 км на південний схід від Парижа, 155 км на північний схід від Ліона, 65 км на північний схід від Ансі.
Бальнеологічний курорт Ев'ян-ле-Бен або просто Ев'ян (Évian-les-Bains або Évian) розташований на кордоні Франції та Швейцарії на південному березі Женевського озера, біля підніжжя гірського масиву Шабле в передгір'ях Савойських Альп. З кінця 19 століття тут виробляється всесвітньо відома мінеральна вода «Ев'ян». Курорт здобув славу саме завдяки цілющим властивостям цієї самої води, які були відкриті ще наприкінці 18 століття. З 1907 року Ев'ян служив резиденцією англійського короля Едуарда VII. Нині будівля колишнього королівського палацу, побудованого в 1909 році в стилі «Бель Епок» та розташованого на березі Женевського озера, займає знаменитий «Рояль Парк Ев'ян». На курорті відпочивали англійський король Георг V і єгипетський король Фарук й такі знаменитості, як французька поетеса графиня Анна де Ноай, Фредерік Містраль і письменник Марсель Пруст.

## Історія

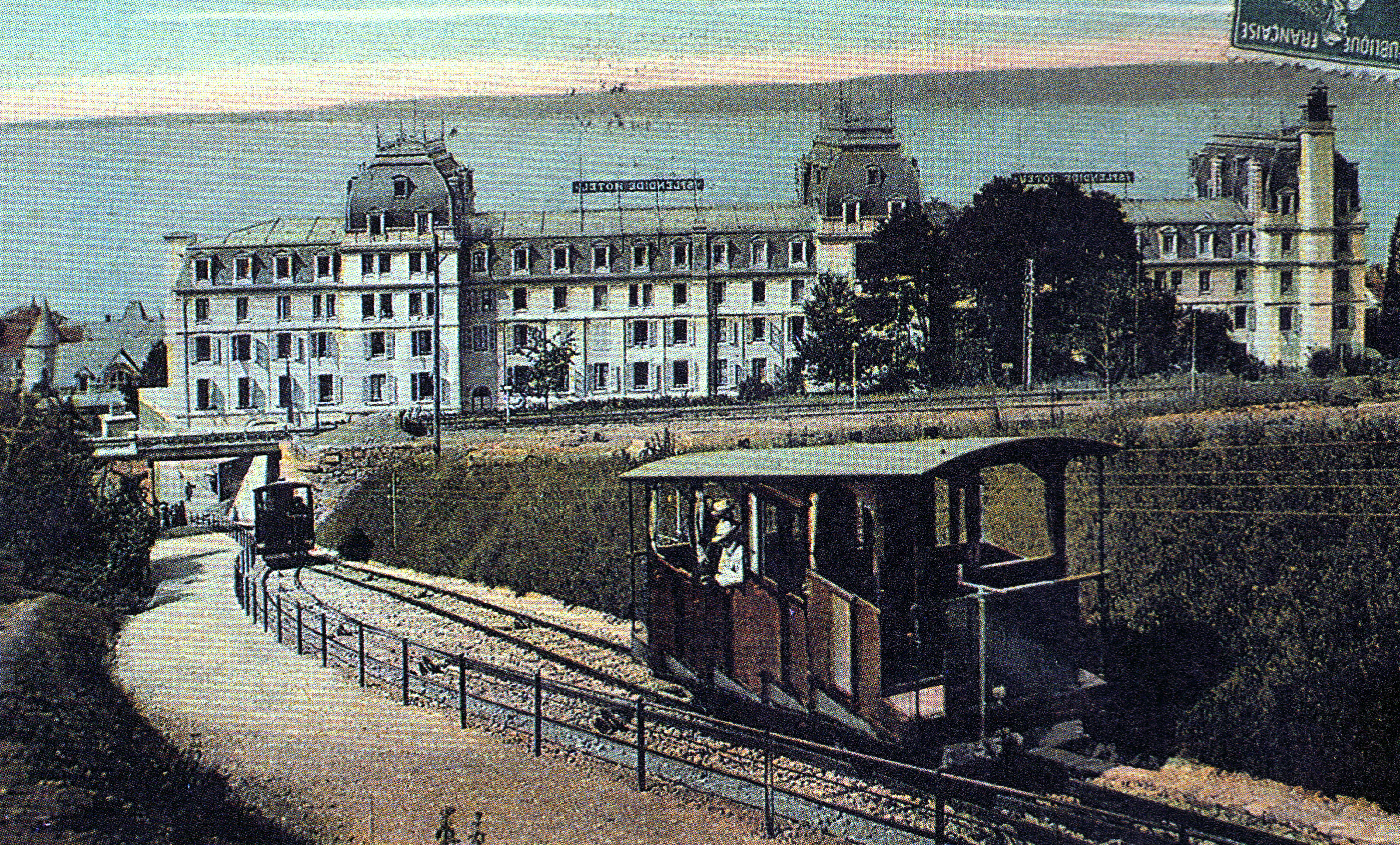
Місто у 1900 році

Історія популярності бальнеологічного курорту Ев'ян почалася у 1790 року з одного невеликого приватного фонтану Сент-Катерин, з якого любив втамовувати спрагу граф Лезер з хворобою нирок і печінки. Він так розхвалював лікувальні властивості місцевої води, що деякі лікарі стали рекомендувати її своїм пацієнтам. У 1807—1808 провели дослідження і відкрили лікувальні властивості місцевої води. Незабаром після цього в 1809 році звели порт на озері і нову дорогу, що сполучає місто з Парижем і Міланом, а 1823 року женевський підприємець M. Falconnet відкрив компанію по випуску мінеральної води «Ев'ян». У 1827 році він придбав два джерела, найвідомішим з яких вважається «Каша» (Cachat), названий за прізвищем сім'ї, що продала його. Зрештою, Фальконе (Falconnet) збанкрутував, і джерела викупив Hôtel des Bains. Незабаром були побудовані нові готелі і Ев'ян перетворився в популярний SPA-курорт.
Компанія «Мінеральні води Каша» була створена в 1859 році паризькими інвесторами, продавали воду «Ев'ян». І в 1865 маленьке містечко змінило назву на Ев'ян-ле-Бен. Пізніше до Ев'ян були приєднані три інших джерела — Guillot, Bonnevie, Corporau. Наприкінці 19 століття в Ев'ян були побудовано більше 20 готелів, з розвитком міста на березі озера з'явилися розкішні вілли, казино і поля для гольфу.
Зараз всесвітньо відомий французький бренд мінеральної води «Ев'ян» належить мультинаціональній компанії «Данон», і позиціонується на ринку, як дорога бутильована вода класу люкс.

### Міжнародні події
В Ев'яні від 5 до 16 липня 1938 року за ініціативи президента США Франкліна Делано Рузвельта відбулася міжнародна конференція для вирішення проблем єврейських заручників націонал-фашистського режиму Німеччини.
18 березня 1962 року тут були підписані Евіанські угоди, що поклали край Алжирській війні 1954—1962 років.

## Демографія
Динаміка населення (Ehess і INSEE ):
Розподіл населення за віком та статтю (2006):
| Стать | Всього | До 15 років | 15-24 | 25-44 | 45-64 | 65-85 | Понад 85 |
| --- | ------ | ----------- | ----- | ----- | ----- | ----- | -------- |
| Чоловіки | 3753   | 720         | 486   | 1225  | 844   | 442   | 36       |
| Жінки | 4054   | 605         | 432   | 1190  | 977   | 712   | 138      |
| \| Статево-вікова піраміда \| Статево-вікова піраміда \| Статево-вікова піраміда \| \| ----------------------- \| ----------------------- \| ----------------------- \| \| Чоловіки \| Вік \| Жінки \| \| 36 \| 85 + \| 138 \| \| 77 \| 80-84 \| 220 \| \| 93 \| 75-79 \| 151 \| \| 130 \| 70-74 \| 199 \| \| 142 \| 65-69 \| 142 \| \| 125 \| 60-64 \| 167 \| \| 242 \| 55-59 \| 215 \| \| 236 \| 50-54 \| 310 \| \| 241 \| 45-49 \| 285 \| \| 276 \| 40-44 \| 319 \| \| 344 \| 35-39 \| 254 \| \| 286 \| 30-34 \| 331 \| \| 319 \| 25-29 \| 286 \| \| 252 \| 20-24 \| 233 \| \| 234 \| 15-20 \| 199 \| \| 240 \| 10-14 \| 239 \| \| 259 \| 5-9 \| 180 \| \| 221 \| 0-4 \| 186 \| |        |             |       |       |       |       |          |
| Статево-вікова піраміда |        |             |       |       |       |       |          |
| Чоловіки | Вік    | Жінки       |       |       |       |       |          |
| 36 | 85 +   | 138         |       |       |       |       |          |
| 77 | 80-84  | 220         |       |       |       |       |          |
| 93 | 75-79  | 151         |       |       |       |       |          |
| 130 | 70-74  | 199         |       |       |       |       |          |
| 142 | 65-69  | 142         |       |       |       |       |          |
| 125 | 60-64  | 167         |       |       |       |       |          |
| 242 | 55-59  | 215         |       |       |       |       |          |
| 236 | 50-54  | 310         |       |       |       |       |          |
| 241 | 45-49  | 285         |       |       |       |       |          |
| 276 | 40-44  | 319         |       |       |       |       |          |
| 344 | 35-39  | 254         |       |       |       |       |          |
| 286 | 30-34  | 331         |       |       |       |       |          |
| 319 | 25-29  | 286         |       |       |       |       |          |
| 252 | 20-24  | 233         |       |       |       |       |          |
| 234 | 15-20  | 199         |       |       |       |       |          |
| 240 | 10-14  | 239         |       |       |       |       |          |
| 259 | 5-9    | 180         |       |       |       |       |          |
| 221 | 0-4    | 186         |       |       |       |       |          |

## Економіка
2010 року серед 5345 осіб працездатного віку (15—64 років) 4157 були активними, 1188 — неактивними (показник активності 77,8%, у 1999 році було 74,2%). З 4157 активних мешканців працювало 3635 осіб (1915 чоловіків та 1720 жінок), безробітними було 522 (250 чоловіків та 272 жінки). Серед 1188 неактивних 405 осіб було учнями чи студентами, 368 — пенсіонерами, 415 були неактивними з інших причин.

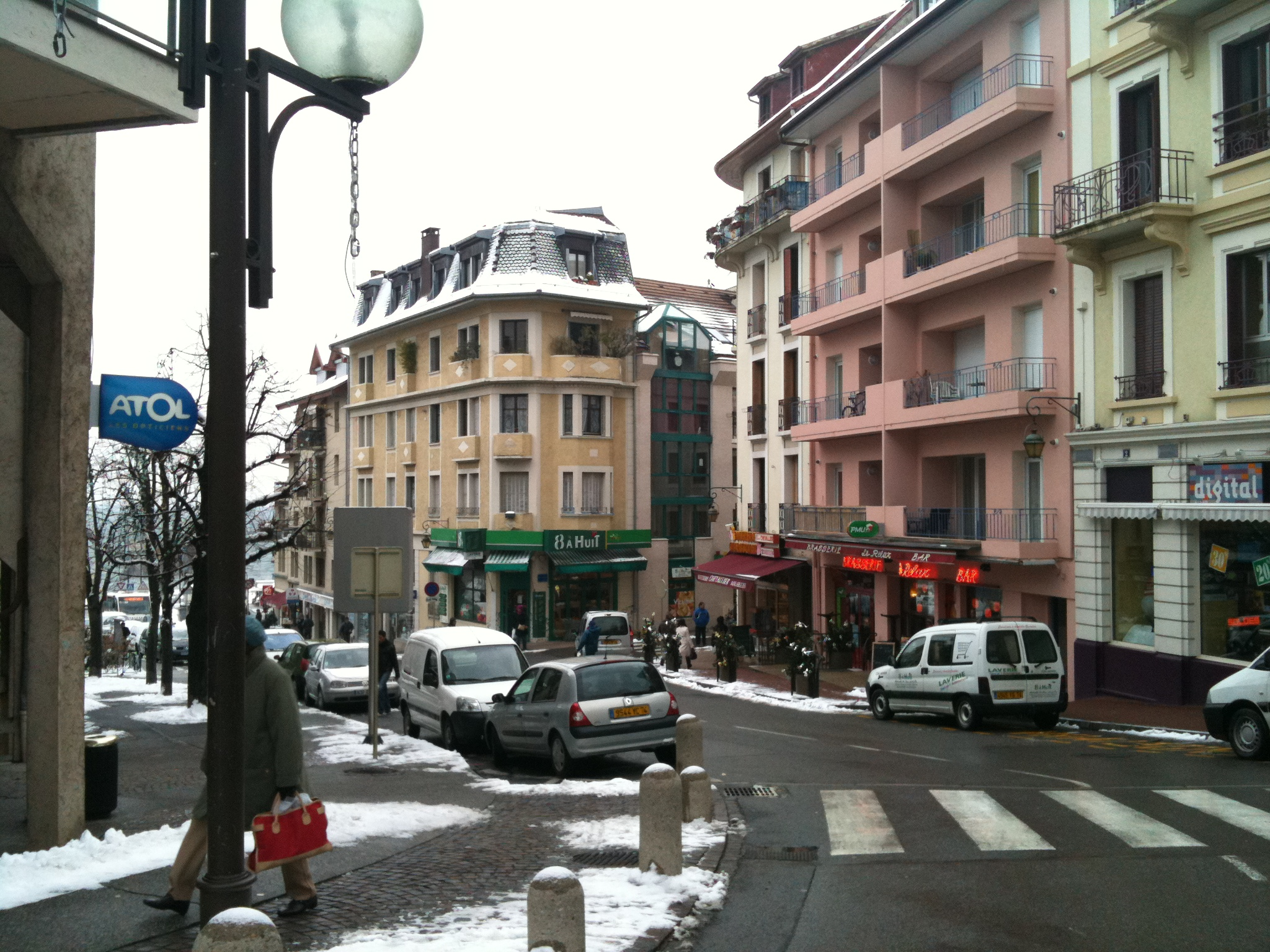
Вулиця

У 2010 році в муніципалітеті числилось 3 973 оподатковані домогосподарства, у яких проживало 8 245 осіб, медіана доходів показала 21 766 євро на одного особоспоживача.

## Клімат

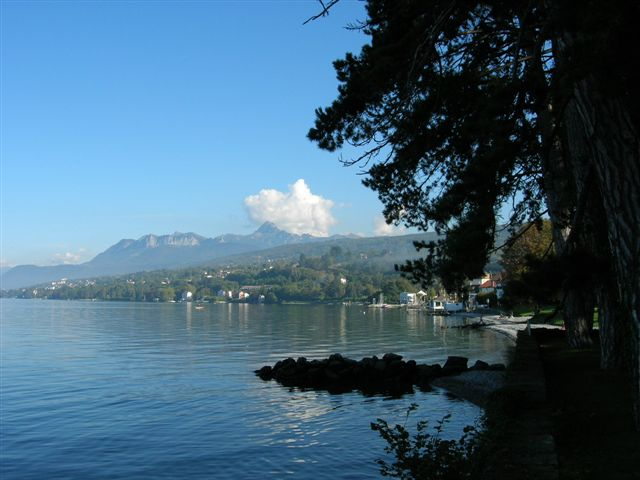
Женевське озеро

Влітку температура води в Женевському озері досягає 22-25 градусів, взимку озеро не замерзає.

## Кухня та ресторани
Вишукана французька кухня, страви з щойно виловленої з озера риби (окунь, сиг, голець), знамениті Савойські сири, шляхетні білі вина.

## Розваги, екскурсії та визначні пам'ятки
В Ев'яні розташований всесвітньо відомий Evian Royal SPA, один з найкращих СПА-центрів Європи. SPA-процедури проводяться на основі мінеральної води та унікальних препаратів, а також з використанням новітніх технологій у цій галузі.

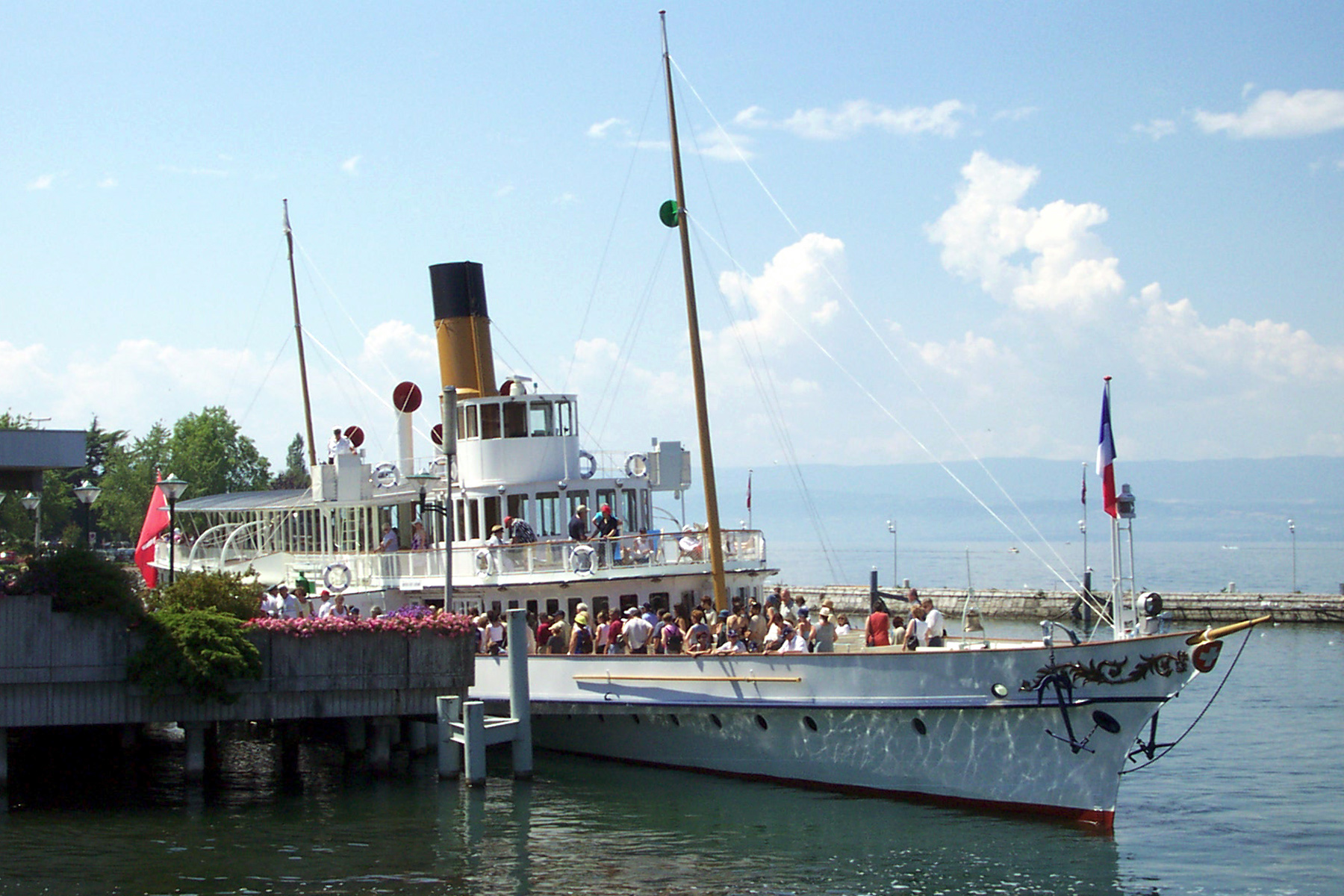
Пароплав на озері

Колишня водолікарня Пале Люм'єр, побудована в 1902 році, нині є пам'ятником архітектури і місцем проведення великих громадських заходів. Заміський будинок братів Люм'єр, знаменитих на весь світ винахідників кіно, побудований у 1885, відкритий для відвідувачів цілий рік. З 1927 року в будівлі, виконаному в класичному французькому стилі, розташовується готель.

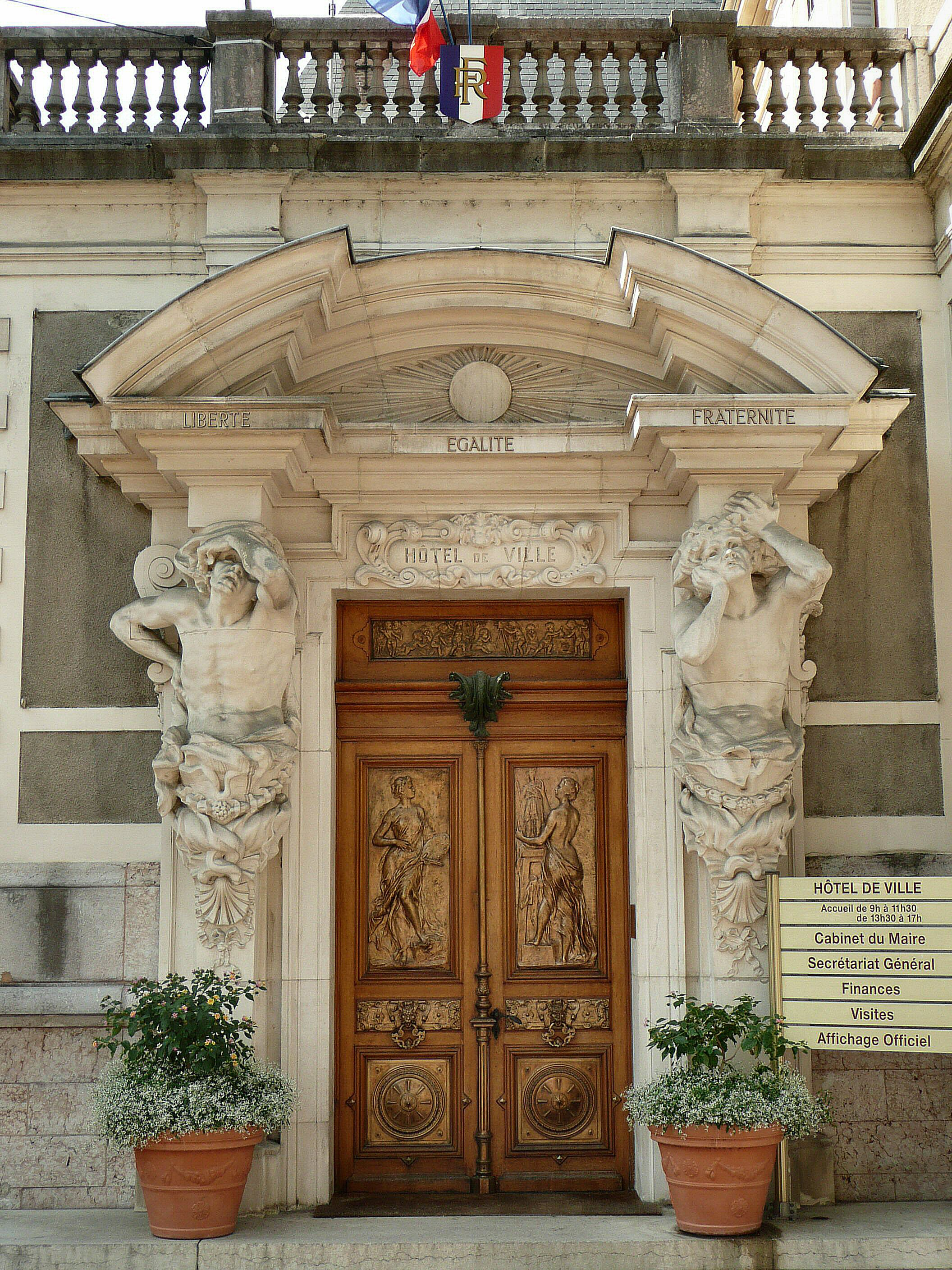
Вілла Люм'єр

З архітектурних пам'яток також цікава церква Успіння Богородиці, побудована на початку 18 століття. У 2007 році в церкві художник П'єр Крістен створив Хресну дорогу, що являє собою 14 полотен із зображенням біблійних подій від вироку Ісуса Христа до смерті і поховання.
Цікаві також Ев'янський театр, побудований у 1880-1885 рр. учнем Шарля Ґарньє, і казино, створене архітектором Ж. А. Ебрар у 1911 р. Ще однією популярною пам'яткою міста вважається замок Фонбонн (Chateau de Fonbonne), виконаний у стилі епохи Відродження. Замок був побудований на початку 14 століття, у 1886 році реконструйовано під готель. Зараз замок є приватною власністю за винятком стародавньої кухні, викупленої містом, де розташовується виставкова галерея, відкрита для відвідувачів.
В Ев'яні є канатна дорога, звідки відкривається приголомшливий вид на місто. Інтерес представляють штучний заповідник «Сад води Пре-Кюрье» (Les jardins de l'eau du Pré Curieux), що являє собою цілий комплекс, куди входять будинок, побудований в колоніальному стилі, лісовий парк площею 3,5 га, архітектурний сад води, а також ставок, болото і вологі галявини. Екскурсія до «вологої зони» проводиться на човні, що працює на сонячній енергії. У порту Анрі Бюе розташований музичний фонтан, відкритий для відвідувачів з червня по жовтень. Вистава триває 30 хвилин, відвідування безкоштовне.
Обов'язковим для відвідування є завод розливу в пляшки природної мінеральної води «Ев'ян». На заводі, розташованому в Амфионе, можна побачити весь процес від початку до кінця: виробництво пляшок, безпосередньо сам розлив, закупорювання, упаковку.
Неподалік від Ев'яна розташована комуна Абонданс (Abondance), яка дала ім'я породі корів, з молока яких виробляються місцеві сорти сиру. У комуні можна відвідати) абатство і сироварню. Цікавим є також і середньовічний Івуар (Yvoire) його середньовічними будинками і красивими вулицями, прикрашеними квітами.
Година автомобілем відділяє Ев'ян від гірськолижного курорту Аворіа (Avoriaz), що входить до складу області катання Порт-дю-Солей (Portes du Soleil).